# Gustav Adam Schwanhäußer
Gustav Adam Schwanhäußer (* 21. April 1840 in Schweinfurt; † 30. September 1908 in Nürnberg) war ein deutscher Unternehmer und Begründer des Unternehmens Schwan-STABILO.

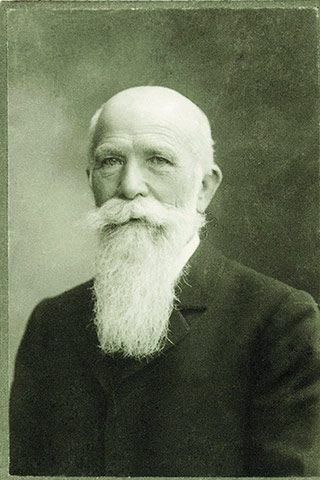
Gustav Adam Schwanhäußer

## Leben
Gustav Adam Schwanhäußer wurde als Sohn des Gastwirts Georg Josua Schwanhäußer und Susanna Magdalena Schlundt geboren. Nach der Schule begann Gustav 1855 eine kaufmännische Lehre in der Schnitt- und Kolonialwarenhandlung von Christof Voit. 1858 zog er nach Nürnberg und arbeitete als Kaufmannsgehilfe in der Tapeten- und Pinselfabrik von Georg Ferdinand Gonnermann. 1865 kaufte er, die in Zahlungsschwierigkeiten geratene Bleistiftfabrik, Großberger & Kurz. Dem 25-jährigen Jungunternehmer gelang es rasch sich in seine neue Rolle einzufügen. 1868 heiratete er Marie Amalie Wüstenfeld aus Hannoversch Münden. Gemeinsam hatte das Paar fünf Kinder. 1870 wurde Gustav Handelsrichter und als solcher 1879 Mitglied der Kammer für Handelssachen am Landgericht Nürnberg. Zudem engagierte er sich für soziale und kirchliche Belange. 1905 schenkte er dem Kirchenbauverein zwei Grundstücke an der Schweppermannstraße im Wert von 10.000 Mark. Als Schatzmeister leistete er im Verein für die Restauration der Kirche zu Sct. Sebald gute Dienste. Nicht öffentlich war sein Einsatz für junge Künstler, die er mit Aufträgen unterstützte. Beispielsweise ermöglichte er dem Bildhauer und Maler Gustav Eberlein eine Studienreise nach Italien. Bis zuletzt war Gustav Adam Schwanhäußer tätig fürs Unternehmen, aktiv in sämtlichen Ehrenämtern und besorgt um seine Familie. Er galt als ruhelos und in ständiger Bewegung. Nach einer Reise in die USA 1908 verstarb er in Nürnberg.

## Auszeichnungen (Auswahl)
- 1884: Kommerzienrat
- 1906: Verdienstorden vom Heiligen Michael IV. Klasse